# 광주 강씨
광주 강씨(光州 姜氏)는 광주를 본관으로 하는 한국의 성씨이다.

## 역사
시조 강몽룡(姜夢龍, 1570년 ~ ?)은 1623년(인조(仁祖) 1년) 문과에 급제하여 판관(判官)을 역임했다.

## 인구
- 1985년 378명
- 2000년 1,459명
- 2015년 50명